# Haute-Marne
Haute-Marne ( fransk udtale ?) er et fransk departement i regionen Champagne-Ardenne. Hovedbyen er Chaumont, og departementet har 186.500 indbyggere (2006).
Der er 3 arrondissementer, 17 kantoner og 427 kommuner i Haute-Marne.
- Wikimedia Commons har flere filer relateret til Haute-Marne

48°05′N 5°15′Ø / 48.08°N 5.25°Ø